# Philipp Herberz
Philipp Herberz (* um 1839; † 29. Mai 1881) war ein deutscher Jurist und preußischer Verwaltungsbeamter.

## Leben
Philipp Herberz schloss das Gymnasium in Wesel 1858 mit dem Abitur ab. Er studierte Rechtswissenschaften an der Rheinischen Friedrich-Wilhelms-Universität Bonn. Zu Beginn seines Studiums wurde er Mitglied des Corps Saxonia Bonn. Nach dem Studium nahm er den Vorbereitungsdienst auf, von 1867 bis 1869 war er als Regierungsreferendar bei der Bezirksregierung Potsdam eingesetzt. Nach dem zweiten juristischen Staatsexamen trat er als Assessor in den preußischen Staatsdienst ein. 1880 wurde er Landrat des Landkreises Krefeld. Dieses Amt hatte er bis zu seinem frühen Tod 1881 inne.